# Fridolin Tschugmell
Fridolin Tschugmell (* 5. September 1896 in Triesen, Liechtenstein; † 9. September 1981 in Vaduz) war ein Liechtensteiner Heimatforscher und Genealoge.

## Biografie
Fridolin Tschugmell wurde als Sohn eines österreichischen Angestellten der Weberei in Triesen geboren. Er war Soldat im Ersten Weltkrieg, studierte 1920–24 römisch-katholische Theologie in Innsbruck und Chur und wurde 1924 zum Priester geweiht. 1924–37 war er Pfarrprovisor und Pfarrer in Mauren (Liechtenstein) und lebte danach als „Pfarr-Resignat“ in Triesen. 1945–80 war er Schlosskaplan auf Schloss Vaduz. 1962 wurde er Liechtensteiner und Bürger von Triesen.
Tschugmell erforschte die Familiengeschichten der meisten Liechtensteiner Gemeinden und veröffentlichte zahlreiche lokalgeschichtliche Publikationen zu Triesen.